# King & Country
King and Country és una pel·lícula britànica dirigida per Joseph Losey i estrenada l'any 1964.	

## Argument
Durant la Primera Guerra Mundial, a les trinxeres britàniques a Passendale, un soldat, Arthur Hamp (Tom Courtenay), és acusat de deserció. És defensat en el judici pel capità Hargreaves (Dirk Bogarde), un oficial de la classe alta.

## Repartiment
- Dirk Bogarde: Capità Hargreaves
- Tom Courtenay: Arthur Hamp
- Leo MacKairn: Captità O'Sullivan
- Barry Foster: Tinent Webb
- James Villiers: Capità Midgley

## Premis
- BAFTA a la millor pel·lícula